# Moon Studios
Moon Studios è una società sviluppatrice di videogiochi austriaca, fondata nel 2010 a Vienna.
Il loro primo titolo è stato Ori and the Blind Forest, un videogioco a piattaforme pubblicato nel 2015 e distribuito da Microsoft Studios per Windows e Xbox One; per questo gioco lo studio ha ricevuto il premio come miglior debutto ai Game Developers Choice Awards del 2016. Un seguito, Ori and the Will of the Wisps, è stato pubblicato nel 2020.